# Golut
El golut (Gulo gulo) és un mamífer carnívor de la família dels mustèlids. El seu nom científic, Gulo gulo, vol dir ‘golafre’ en llatí.

## Descripció

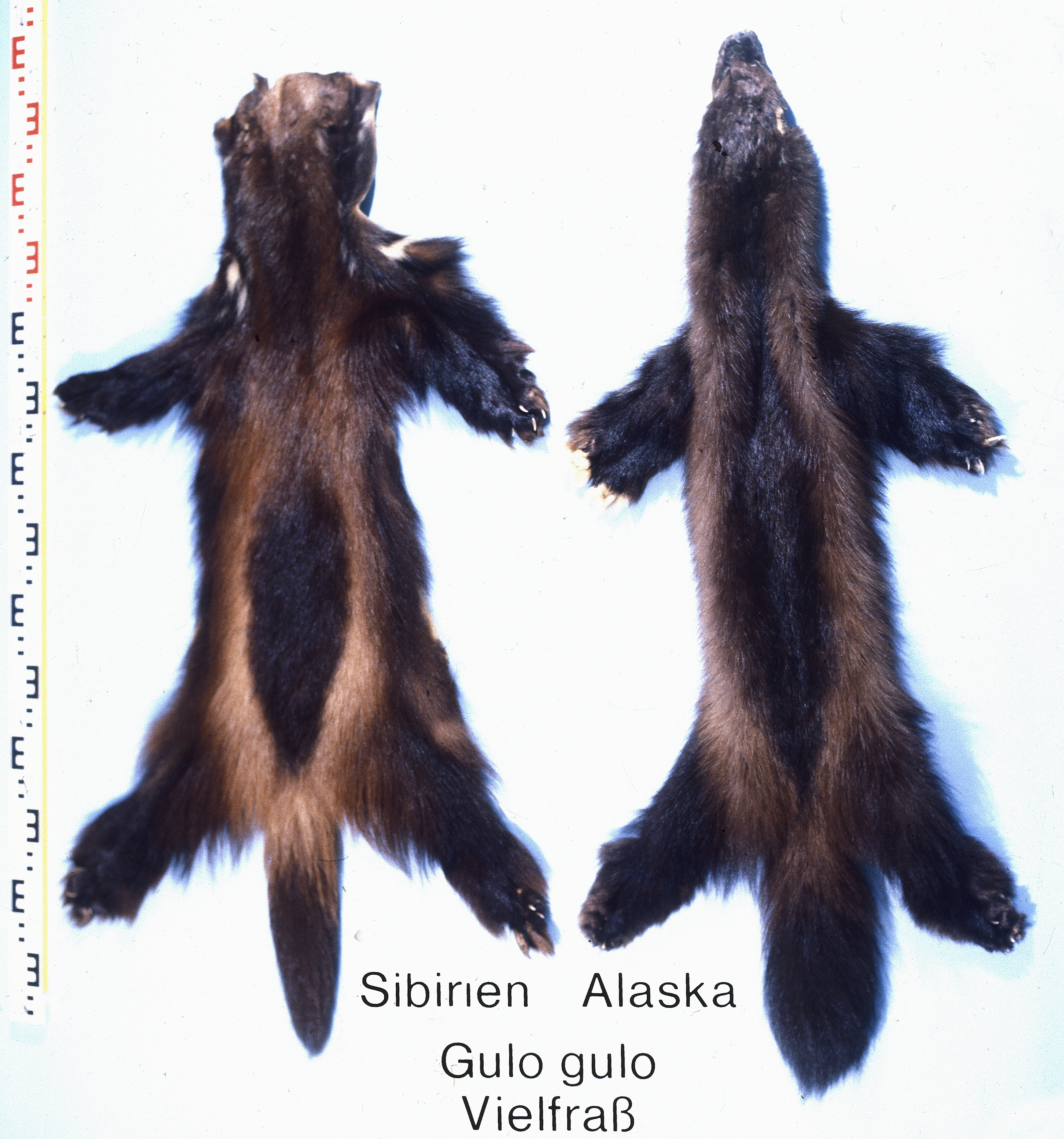
Pells de golut de Sibèria (esquerra) i Alaska (dreta)

El golut és un dels membres més grossos de la família dels mustèlids i té un aspecte impossible de confondre. És un mamífer terrestre amb una longitud de cos que varia entre 65 i 105 centímetres, una longitud de cua de 13 a 26 centímetres, i una alçada a les espatlles que varia entre 36 i 45 centímetres. El pes del golut varia entre 11 i 18 quilos; les femelles són entre un 30 i un 40% més lleugeres (6 a 12 quilos) i un 10% més petites. Tenen unes extremitats curtes i poderoses amb 5 dits cadascuna.
Fan servir una forma de locomoció de semiplantígrad, recolzant principalment el seu pes sobre els metatarsians. Això fa que el pes es distribueixi millor i els permet desplaçar-se i caçar a la neu. Sobre sòl dur, els ungulats corren més que el golut, però sobre la neu, el golut és menys propens a enfonsar-se, fet que, sovint, els permet atrapar animals molt més grossos que queden immobilitzats a la neu profunda.
El pelatge del golut és generalment de color marró o negre marronós, amb una banda groga o daurada que s'estén lateralment des de la corona del cap a les espatlles i fins a la gropa, on les bandes s'uneixen a la cua. Tenen urpes esmolades semiretràctils i una mossegada molt potent, amb la qual trenquen els ossos. Rarament és vist per humans, a causa de la seva baixa densitat de població i el terreny remot en el que viuen.

## Hàbitat
El golut viu als boscos alpins, la tundra, les praderies obertes, i les zones boreals de transició o per sobre de la línia d'arbres. Generalment viuen en zones amb baix desplegament humà, donat que necessiten àrees grans i sense pertorbacions per sobreviure. Durant l'hivern, les femelles construeixen nius per emmagatzemar aliments i amagar les cries. Construeixen llits d'herba o fulles en coves o esquerdes de les roques, en coves construïdes per altres animals, o sota un arbres caiguts. De vegades construeixen els seus nius sota la neu.
Els goluts es troben exclusivament en àrees amb climes freds, el qual pot estar relacionat amb la seva dependència de capturar i emmagatzemar grans preses en caus, donat que el clima fred ajuda a conservar la carn pel seu ús posterior

## Distribució
Es troben a Nord-amèrica i el nord d'Euràsia, a la zona boreal de l'hemisferi nord. Requereixen grans extensions d'hàbitat boreal relativament poc alterat. Es troben a Escandinàvia i Rússia a 50 graus de latitud Nord. A Nord-amèrica es troben a Alaska i al nord del Canadà, però també es poden trobar a les regions muntanyoses al llarg de la costa del Pacífic cap al sud fins a Sierra Nevada. Històricament, els goluts es trobaven a les zones més meridional d'Europa i Nord-amèrica, però aquestes poblacions foren extirpades degut principalment a la caça, la tala de boscos, i altres activitats humanes. La seva distribució a Nord-amèrica, s'estenia tan al sud com Colorado, Indiana, i Pennsilvània.

## Comportament

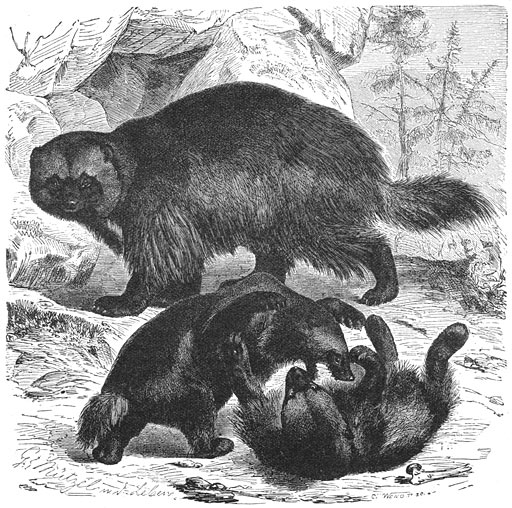
Il·lustració de l'any 1927

Generalment són animals solitaris, que només s'ajunten per aparellar-se. Són territorials i no toleren individus del mateix sexe. Els territoris els marquen amb secrecions de les glàndules anals i orina. També ruixen les seves captures amb secrecions de les glàndules odoríferes per desencoratjar a altres animals a prendre'ls-hi. Són animals nocturns, però poden estar actius durant el dia. En àrees on hi ha llargues èpoques de llum o foscor, poden alternar períodes d'activitat o descans de 3 a 4 hores de durada. No sembla que es trobin incòmodes per la neu i són actius tot l'any, fins i tot en els moments en els que el clima és més sever.
Els goluts són coneguts per la seva ferocitat i per haver atacat ossos negres i llops per defensar les seves captures. Són principalment terrestres i es mouen galopant. Poden pujar als arbres a gran velocitat i són excel·lents nedadors. Galopen amb gran resistència, de vegades desplaçant-se 10 o 15 quilòmetres sense parar, encara que probablement la seva velocitat no excedeixi els 15 km/h. Durant l'exercici de les seves activitats poden arribar a recórrer fins a 45 quilòmetres en un dia. S'han observat companys i germans jugant, així com les cries amb les seves mares. També es coneix que juguen amb objectes.

## Dieta
La dieta del golut pot incloure qualsevol cosa, des de petits ous fins a grans ungulats. Són capaços de fer caure preses cinc vegades més grosses que ells, però en general només en condicions que deixen els grans ungulats encallats a la neu profunda. Tenen urpes grosses amb coixins a les potes que els permeten perseguir preses a la neu profunda. Les preses de grans ungulats inclouen rens, cabirols, ovins, uapitís, cérvols i ants. Poden ser molt ràpids quan ataquen les preses, arribant a velocitats de més de 48 km/h. Les grans preses són mortes mossegant el seu coll, pel darrere o pel davant, trencant els tendons del coll o la tràquea. Són oportunistes i la seva dieta varia amb l'estació i la ubicació. També són carronyaires especialitzats que ràpidament s'apropien de cadàvers que han estat morts per altres grans depredadors. Són extremadament forts i agressius per a la seva mida; s'ha registrat que han espantat ossos, pumes, i, fins i tot, manades de llops de les seves preses per quedar-se amb el cadàver. També s'han observat alimentant-se de cadàvers de balenes, morses i foques. Les femelles de golut cacen animals més petits o de mida mitjana com conills, llebres, esquirols, marmotes i lèmmings, quan crien els seus fills.
La quantitat d'aliment disponible per a les femelles pot ser la clau que determini la grandària de la població, donat més aliments condueixen a un major èxit reproductiu. El nom científic Gulo gulo prové de la paraula llatina per a golafre. Igual que altres mustèlids, d'alguna manera poden veure's impulsats a matar quan se'ls presenta l'oportunitat, matant més preses de les que poden menjar o emmagatzemar al cau. Se sap que han mort un gran nombre de rens en captivitat a la neu profunda, simplement perquè els rens no podien escapar.

## Reproducció
Els goluts són animals generalment solitaris. Els mascles i les femelles s'ajunten breument per aparellar-se. Els mascles tenen un gran territori, que abasta el de diverses femelles. Els mascles poden aparellar-se amb cada femella en el seu territori, que de vegades se superposen. Els mascles i les femelles romanen junts durant diversos dies. Les femelles també poden reproduir-se amb membres de diferents territoris, però les ventrades solen ser engendrades per un mascle. Els mascles defensen el seu territori amb ferocitat marcant-lo amb l'olor de la seva glàndula anal.
Les femelles s'aparellen cada dos anys. L'aparellament té lloc entre maig i agost, amb la major part de les femelles en zel entre juny i agost. Durant l'època de reproducció, els mascles romanen prop de les femelles, però són aquestes les que inicien la copulació. Com en molts altres mustèlids, es creu que l'ovulació és induïda per la copulació, i que l'embrió no s'implanta immediatament, sinó que roman en diapausa durant 6 mesos. Després de la implantació, s'inicia el procés de gestació que dura entre 30 i 50 dies. Amb la implantació retardada, l'embaras pot durant entre 120 i 272 dies, depenen de quan s'ha fertilitzat i quan s'ha 
implantat l'embrió.
Les femelles construeixen caus a la neu, en els quals donen a llum i crien als cadells. La camada neix generalment entre gener i abril i és formada de mitjana per tres cries que pesen un 85 grams cadascuna. El deslletament es completa als 3 mesos i els joves comencen la seva pròpia recerca d'aliment del cinquè al setè mes, que és quan aconsegueixen la seva independència. La mida d'adult l'assoleix al voltant d'1 any i la maduresa sexual als 2 o 3 anys. Els goluts necessiten que la capa de neu que persisteixi fins a la primavera perquè els aliments puguin ser guardats fins que les cries siguin prou grosses per cercar aliment pel seu compte.

## Depredadors
És depredat pel llop, el puma, l'os negre americà, l'os bru i l'àguila daurada.

## Subespècies
- Gulo gulo albus (Kerr, 1792). Kamtxatka[13]
- Gulo gulo gulo (Linnaeus, 1758). Vell Món[14][15][16]
- Gulo gulo katschemakensis (Matschie, 1918).[17] Península de Kenai (Alaska, Estats Units).[13]
- Gulo gulo luscus (Linnaeus, 1758).[18] Costes de l'oceà Àrtic (incloent-hi l'Illa de Baffin i el Labrador), Alaska, l'est del Canadà i el nord-est dels Estats Units (Michigan, Wisconsin, Minnesota, Dakota del Nord i les muntanyes Rocoses fins a Colorado)[13]
- Gulo gulo luteus (Elliot, 1904).[19] Nord-amèrica: Califòrnia, Oregon, Washington i la Colúmbia Britànica[13]
- Gulo gulo vancouverensis (Goldman, 1935). Illa de Vancouver[13][20][21][22]

## Galeria

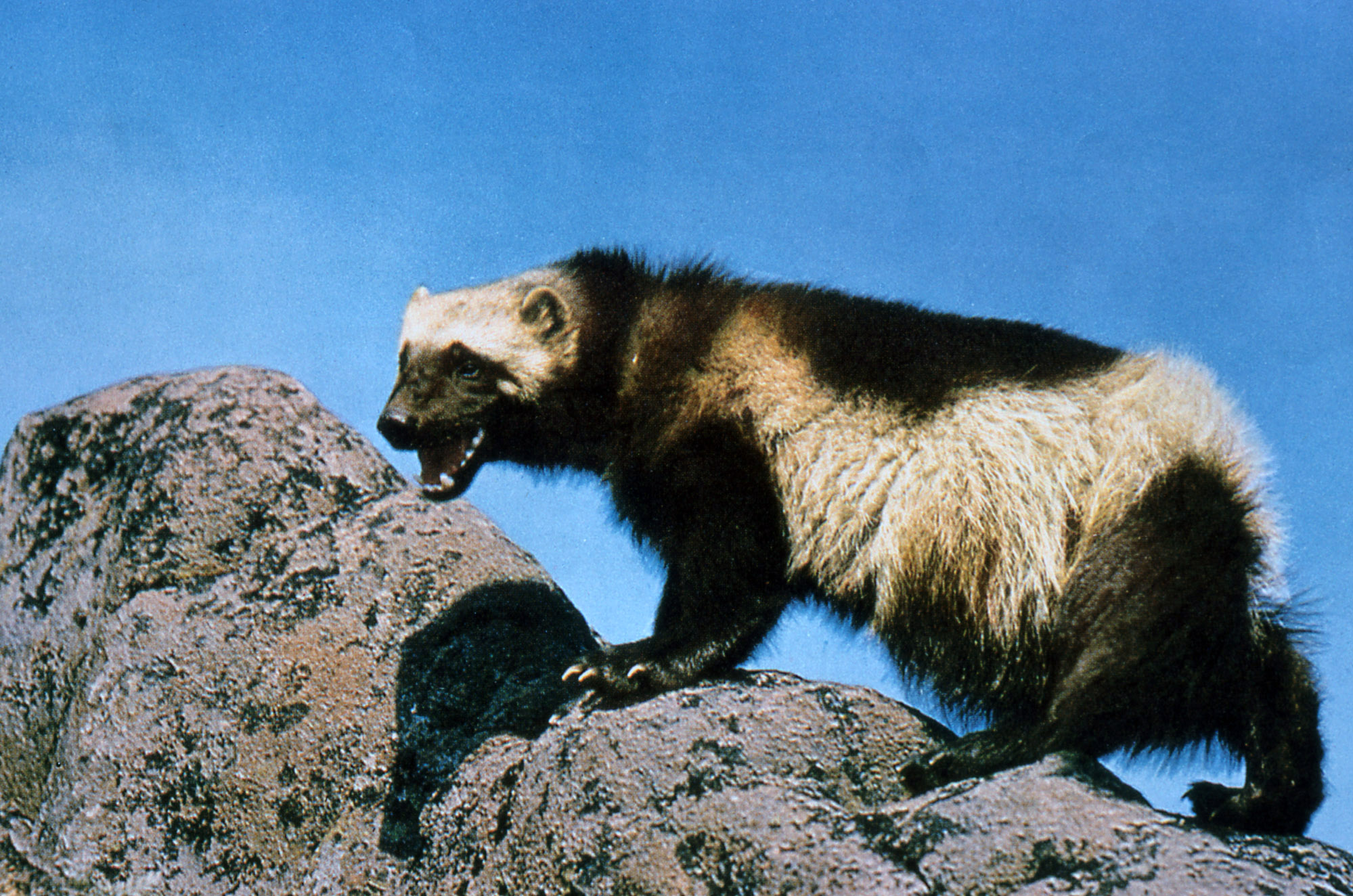
Golut sobre una roca
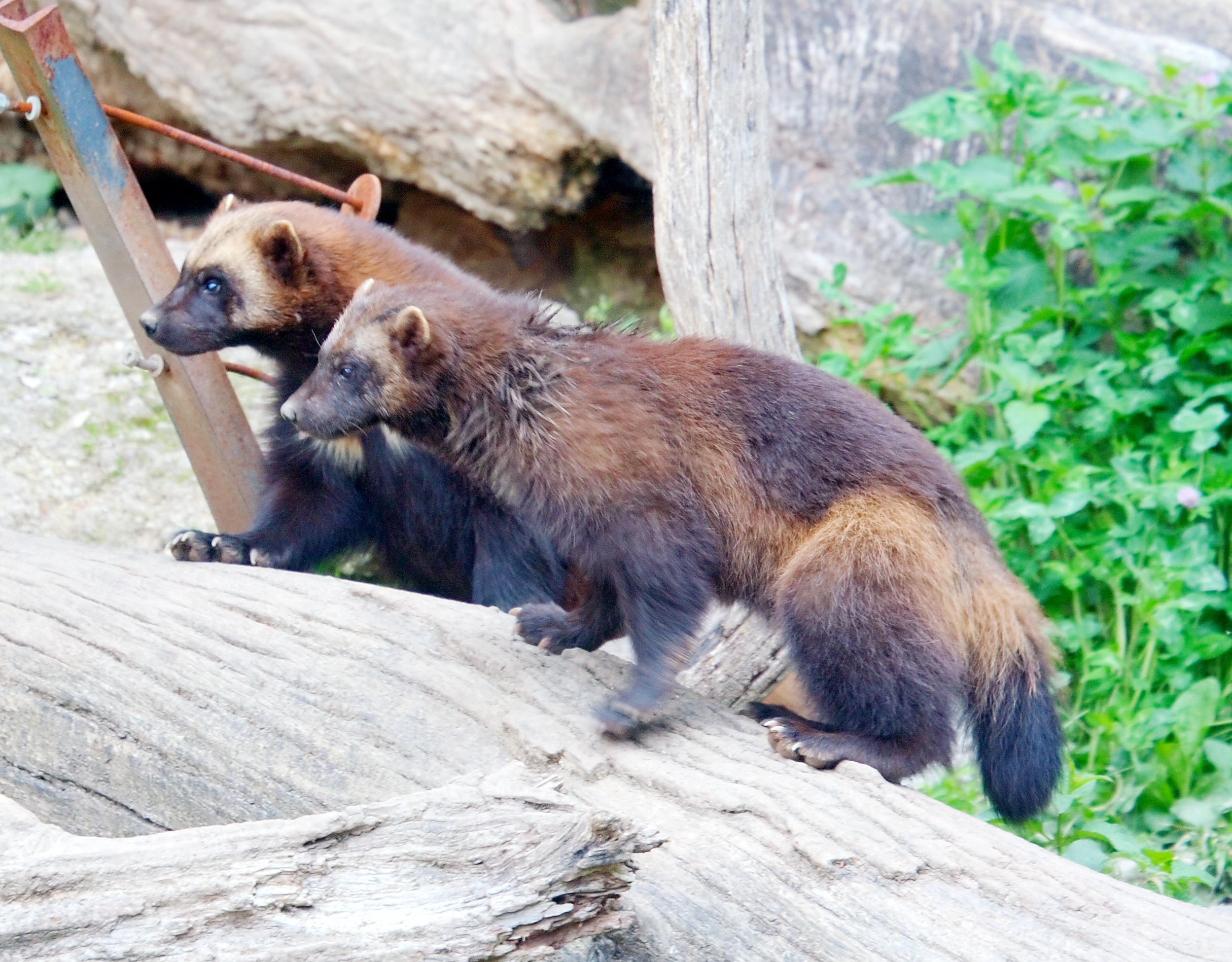
Parella de goluts joves
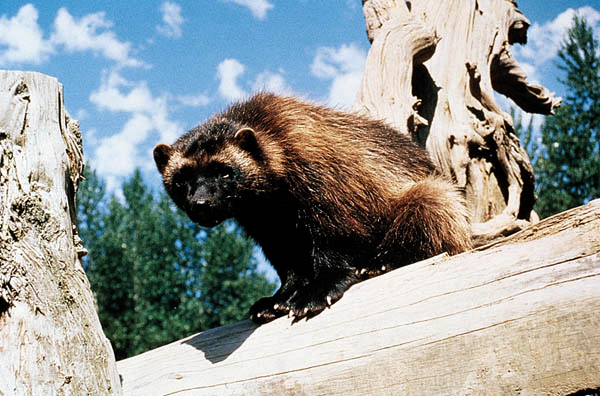